# Уйгурська мова
Уйгу́рська мо́ва (кирил. Уйғурчә або Уйғур тили; МФА [ʔʊjˈʁʊrtʃɛ], араб. ئۇيغۇر تىلى чи ئۇيغۇرچە; кит. 维吾尔语/維吾爾語, піньїнь Wéiwú'ěryǔ) — мова уйгурів, одна з тюркських мов. Поширена у Синьцзян-Уйгурському автономному районі Китаю, у Казахстані та Середній Азії. Разом з узбецькою і ілі-тюркською утворює карлуцьку групу. Сучасна уйгурська мова або новоуйгурська є історичним і генетичним продовженням уйгурсько-караханідської мови, проте вона не є продовженням давньоуйгурської — мови охонських тюрків (давніх огузів).
Терміни «уйгури» та «уйгурська мова» прийнято для єдиної етнолінгвістичної спільноти на з'їзді уйгурів СРСР у 1921 році (до цього вони йменувалися «китайські татари», «китайські мусульмани», «туркестанці Китаю» та ін.). Офіційна назва в Росії до 1920-х рр. — таранчи́нська мо́ва (таранчинский язык).

## Діалекти
Для уйгурської мови характерне різноманіття діалектів та говорів. Усі вони, незважаючи на певні розбіжності між собою, насамперед у вимові, взаємнозрозумілі.
Є різні класифікації діалектів уйгурської мови. Але майже всі вони зводяться до існування в уйгурській мові трьох основних груп говорів, або діалектів — центрального, південного (хотанського) та східного (лобнорського):
- Центральний (розмовляють на території від Кумула на південь до Яркенда);
- Південний (поширений у районі від Гуми на схід до Чарклика);
- Східний (розмовляють на території від Чарклика на північ до Чункьоля).

В основу сучасної літературної уйгурської мови покладено центральний діалект, що охоплює три домінуючі говори: турфанський, ілійський та кашгарський, а також багато говорів місцевого значення: урумчинський, кумульський, карашарський, кучарський, корлинський, аксуйський, яркендський, атушський. Центральним наріччям розмовляє приблизно 90 % уйгуромовного населення, у той час двома іншими діалектами користується відносно невелика частина уйгурів.
Норма вимови у літературній мові закріплена за говором ілійських (кульджинських) уйгурів, а літературний стандарт базується переважно на дуже близькому говорі Урумчі.
Для уйгурів на територіях республік колишнього СРСР нормоформуючими є дуже подібний до кульджинського семиріченський та більш близький до кашгарського ферганський говори. Відмінності між сіньцзянськими говорами і мовою уйгурів СНД незначні та лежать в основному в лексиці (у мові уйгурів СУАР більше китайських запозичень, а у мові уйгурів Середньої Азії багато слів з російської мови).

## Стандартні варіанти
Існує два стандартні варіанти уйгурської мови:
- Сіньцзян-Уйгурський варіант (характерний для Сіньцзян-Уйгурського автономного району КНР);
- Середньоазійський варіант (поширений переважно на території колишнього СРСР (Казахстан, Узбекистан, Киргизстан).

Перший стандартний варіант мови, що використовується у Сіньцзян-Уйгурському автономному районі, базується переважно на урумчинському говорі центрального діалекту. Тоді як, середньоазійський варіант заснований в основному на семиріченському говорі, що є похідний від ілійського говору центрального діалекту, а в меншій мірі — на ферганському говорі, дуже близькому до кашгарського говору того ж діалекту.
Відмінності між двома нормативними мовами лежать насамперед в орфографії. Стандартна сіньцзян-уйгурська мова для письма використовує арабський алфавіт (Uyghur Ereb Yéziqi), у той час як стандартна середньоазійська — кириличну абетку (Uyghur Siril Yéziqi). Розбіжності у лексиці між обома стандартами обумовлені зовнішніми адстратними впливами китайської і російської мов на територіях відповідно Сіньцзян-Уйгурського автономного району і республік Середньої Азії (Казахстані, Киргизстані та Узбекистані).

## Фонетика
Через значне діалектне різноманіття, наявність декількох нормоформуючих центрів (Кульджа, Турфан, Кашгар та ін.) та стандартів мови в наш час[коли?] фонетика уйгурської мови недостатньо чітко кодифікована, що проявляється у певній рухливості орфоепічної норми.
Для уйгурської мови характерні численні відхилення від сингармонізму, він є непослідовним: порушується гармонія голосних. При загальній безсумнівній аглютинативності у мові широко наявні елементи фузії — фонетичні чергування на стику морфем, а також не властива для інших тюркських мов регресивна асиміляція голосних та приголосних: баш ‘голова’ — беши ‘його голова’; тағ ‘гора’ — таққа ‘до гори’.
В уйгурській мові є 8 основних голосних фонем: а, ә, о, ө, у, ү, е, и та 23 приголосні звуки: б, в, г, ғ, д, ж, җ, з, и, й, к, қ, л, м, н, ң, п, р, с, т, х, һ, ч, ш.
Залежно від розташування у слові кожна з голосних чи приголосних фонем може мати декілька варіантів реалізації. Наприклад, фонема и може виступати у трьох основних комбінаторних різновидах: ы, i, и, які однак не мають фонематичного значення.
|                       | Переднього ряду | Переднього ряду | Заднього ряду | Заднього ряду |
|                       | Неогублений     | Огублений       | Неогублений   | Огублений     |
| --------------------- | --------------- | --------------- | ------------- | ------------- |
| Високого піднесення   | и /i/           | ү /y/           |               | у /u/         |
| Середнього піднесення | е /e/           | ө /ø/           |               | о /o/         |
| Низького піднесення   | ә /ɛ/           |                 | а /a/         |               |

Характерне для уйгурської фонетики (на відміну від інших тюркських мов) явище з цілковитою обґрунтованістю можна назвати умлаутом: голосні а та ә, які знаходяться в односкладових основах, під впливом наступного складу афікса з вузькими и, у, ү втрачають наголос і переходять в напівширокі е (< а, ә), о (< а) та ө (< ә). Наприклад: сат- «продавати» — сетиқ «продаж». У всіх інших тюркських мовах корінь слова завжди залишається незмінним.
Також особливістю вокалізму уйгурської мови є закон редукції широких голосних а та ә кінцевого складу багатоскладової основи, ці звуки у ненаголошеній позиції (тобто після додавання афікса), перетворюються в и, у таү. Наприклад, жүрәк «серце» — жүрүгүм «моє серце» (в іншій орфографії — жүригим).
У гармонії голосних (тобто в утворенні словозмінювальних афіксів) можуть брати участь тільки голосні високого або низького піднесення, таким чином голосні середнього піднесення о, ө, е виявляються лише у першому складі власне уйгурських слів, зустрічаючись тільки одного разу в окремому слові. Загальна частота їх використання у мові низька
Відповідно до закону сингармонізма останній голосний високого чи низького піднесення в основі (корені) слова змінює усі наступні голосні у доданих афіксах на відповідні голосні високого або низького піднесення, проте існує багато відхилень від цього правила. У складі одного слова можуть бути голосні як заднього, так і переднього ряду. Наприклад: адәм «людина», кәлдуқ «ми прийшли». Увулярні (язичкові) приголосні (қ, ғ, х) можуть поєднуватися з м'якими голосними, а м'які к та г з твердими голосними: хәвәр «вість», қәғәз «папір».
Поруч з такою не до кінця послідовною гармонією голосних, в уйгурській мові теж існує і гармонічна асиміляція приголосних. Так, у деяких афіксах з голосними переднього ряду виступають приголосні г та к, а в афіксах з голосними заднього ряду — вже ғ та қ.
У багатоскладових словах короткі голосні високого піднесення у позиції між двома глухими приголосними оглушуються, наприклад, у наступних словах: тик «відвісний», исим «ім'я», күт «зачекай!», қушлар «птахи». У положенні між твердим приступом (гортанним зімкненням) та глухим проривним або африкатою відбувається повне оглушення голосної. /и/ переходить в /ш/ з легким глухим призвуком /ы/:
ит /ˀы˳шт/ «собака»;
икки /ˀы˳шккʰә/ «два»;
иттик /ˀы˳штʰикʰ/ «швидкий» (в іншій орфографії також иштик);
пит /пʰы˳штʰ/ «воша, блоха» (в іншій орфографії також пишт) та ін.
Подібним чином відбувається оглушення /ү/ з переходом у глухий губно-губний (білабіальний) щілинний (фрикативний) [ɸ]:
үчүн /ˀɸчүн/ «для, заради»;
ука /ˀɸка/ «молодший брат» тощо.
|                        |                     |                     |                     |                     |                  |                  |                               |                               |                       |                       |            |            |
|                        | Губний (лабіальний) | Губний (лабіальний) | Зубний (дентальний) | Зубний (дентальний) | Постальвеолярний | Постальвеолярний | Задньоязичковий (радикальний) | Задньоязичковий (радикальний) | Язичковий (увулярний) | Язичковий (увулярний) | Глотальний | Глотальний |
| Носовий (насальний)    |                     | m                   |                     | n                   |                  |                  |                               | ŋ                             |                       |                       |            |            |
| Проривний (плозивний)  | p                   | b                   | t                   | d                   | t͡ʃ               | d͡ʒ               | k                             | ɡ                             | q                     |                       | ʔ          |            |
| Щілинний (фрикативний) | f                   |                     | s                   | z                   | ʃ                | ʒ                | x                             |                               |                       | ʁ                     | h          |            |
| Дрижачий (трильний)    |                     |                     |                     | r                   |                  |                  |                               |                               |                       |                       |            |            |
| Апроксимант            |                     |                     |                     | l                   |                  | j                |                               | w                             |                       |                       |            |            |

Переважно на стику морфем відбувається послідовна асиміляція наступних приголосних:
- к > г (чечәк «квітка» — чегәлә «цвісти, квітнути»)
- қ > ғ (атақ «слава» — атағлиқ «відомий, прославлений»)
- қ > х (қақ «забити» — қахти «він забив»)
- г > к (бәг «бек» — бәккә «беку»)
- ғ > қ (бағ «сад» — баққа «в сад»)
- ч > ш (яғач «дерево» — яғашчи «тесля»)
- ч > с (ач- «відкривати» — асса «якщо відкриє»)
- ш > с (гөш + сиз > гөссиз «без м'яса»)
- п > в (мәктәп «школа» — мәктивим «моя школа»)
- б > в (бәл + бағ > бәлвағ «пояс», қурбан > қурван «жертва»)
- н > ң (түн + лүк > түңлүк «вікно на стелі»)
- н > л (орун + луқ > оруллуқ «доречний»)
- н > м (ян + бағри > ямбағри «схил гори») і деяких інших.

Визначальною ознакою літературної уйгурської вимови є нестійкість приголосного вібранта /р/. Цей звук послідовно випадає в абсолютному кінці слова і перед більшістю приголосних у середині слова (виняток становлять тільки позиції перед /h/ та /ң/), тягнучи за собою невелике кількісне подовження попереднього голосного. На письмі вказане явище майже не виражається. Наприклад. төрт («чотири») звучить як /тө(:)т/ і вже має також інший стандартний варіант написання төт. Більшість носіїв уйгурської у своїй мові це правило поширюють теж на /л/ і на /й/ у середині слова у кінці складу, тобто наприклад кәлдим «я прийшов» губить /л/ та вимовляється як /кә:дым/, а hойла «подвір'я» навіть на письмі нерідко реалізується як hола. У кінці складів в уйгурській не повинно бути поспіль двох приголосних, тому один з приголосних у таких випадках або випадає, або асимілюється: дост /дос/ «друг», кәнт /кән/ «місто», қорқ /қо:қ/ «страх», Йәркәнт /йә:кән/ «Яркенд». Слід відзначити, що при виразному читанні уголос тексту (наприклад, художньої декламації) вібрант /р/ може читатися у всіх позиціях, а інколи навіть там, де історично його не повинно бути. Також, у таких випадках може з'являтися додаткових склад для розбивання двох приголосних, наприклад: қорқ «страх» може реалізовуватися як /қоруқ/. Проте, для нормальної мови випадіння приголосних залишається правилом.
Наголос динамічний, з двома основними полюсами: слабким та сильним. Слабкий (другорядний) наголос закріплений за першим складом та є постійним. Основний наголос, як правило, є рухливий і фіксується на останньому складі. З додаванням афіксів сильний наголос зміщується на кінець слова.

## Граматика
Уйгурська мова — аглютинативна мова.
У мові відсутнє розрізнення за родами, немає іменних класів.

### Відмінки
В уйгурській мові розрізняють 6 відмінків:
- Називний або Основний відмінок
- Родовий відмінок
- Знахідний відмінок
- Давальний відмінок
- Місцевий відмінок
- Вихідний відмінок

### Дієслово
В уйгурській є 5 станів дієслова: діючий (активний), пасивний, поворотний (рефлексивний), сумісний (кооперативний чи соціативний) та примусовий (фактивний або каузативний).
Характерні 4 способи: дійсний, наказовий, умовний і бажаний.
У дійсному способі виділяють 5 минулих часів:
- Минулий визначений (категоричний) час
- Минулий причетний час
- Минулий припущений час або Давноминулий час
- Минулий розповідний час
- Багаторазово-триваючий минулий час

2 теперішні:
- Теперішній час даного моменту (моменту мови)
- Теперішньомайбутній час

2 майбутні:
- Майбутній невизначено-припущений час
- Майбутній визначений час

### Морфологія
Уйгурське слово зазвичай будується у наступній послідовності: корінь, афікс словотворення, афікс формотворення, афікси словозміни.
Звичайний порядок слів у реченні: підмет — прямий додаток — присудок (S-O-V).

## Лексика
Протягом кількох сторіч мешканці Туркестану перебували у дуже тісних зв'язках з представниками різних мовних груп, що звісно, знайшло своє відображення у лексиці сучасної уйгурської мови.
Головний пласт словникового запасу мови складають слова тюркського походження і пізніше запозичення з інших тюркських мов, насамперед з узбецької і казахської.
Значний обсяг словникової основи уйгурської мови займають й іранізми, які прийшли у мову з середньовічної літературної чагатайської, а також з розмовної лексики таджицької та узбецької мов. Іранізми — одні з найдавніших запозичень. Поміж них превалюють слова для позначення конкретних понять, пов'язаних з сільським господарством, технічною культурою, будівництвом і побутом.
Більшість арабізмів увійшло у мову через мусульманську релігійну та перську літературу, зокрема після виникнення міських культурних центрів у XIV—XVI ст.ст. Арабізми переважно охоплюють абстрактні поняття, пов'язані з ісламом, наукою, культурою, духовним світом людини.
На пізніший розвиток уйгурського лексикону відчутний вплив справили російська і китайська мови.
Російські запозичення представлені інтернаціоналізмами та побутовою лексикою для визначення відносно нових термінів: аптомобил «автомобіль», кастум «костюм», истанса «станція, вокзал», пәмидур «помідор», велисипит «велосипед», дохтур «лікар», пойиз «поїзд», кәмпүт «конфета, цукерок», чашка «чашка» та ін.
Більшість китайських запозичень прийшло у мову за останні півстоліття, тобто після утворення КНР у 1949 році. Вони охоплюють технічну, суспільно-політичну, військову та побутову лексику останніх десятиріч, а також назви продуктів харчування і топоніми: Шинҗаң від китайського 新疆 (Сіньцзян), хасиң «арахіс» від 花生 (хуашен), газир «зернята (соняшника чи дині)» від 瓜子 (гуацзи), суляв «пластик», «синтетика» від 塑料 (суляо), җоза «круглий стіл» від 桌子 (чжоцзи), кой «один юань» 塊 (куай) та ін.
Через низку причин нові китайські запозичення рідко приживаються у мові уйгурів СНД, де частіше зустрічається російська термінологія, яка, у свою чергу, не завжди знайома для сіньцзянських уйгурів. Це призводить до появи в уйгурській мові синонімів та лексичних дублетів. Так, назва самої КНР мовою уйгурів Сіньцзяну звучить як Җуңго від китайського 中国 (Чжунго), тоді як уйгури СНД використовують у своїй мові і на письмі старий етнонім Китай (частіше вимовляється, а інколи і записується як Хитай), який проте у самій КНР інколи може мати дещо негативне значення у ханського населення, тому його використання в офіційних текстах у Китаї заборонено.
Подібно є справа, наприклад, з позначенням поняття «телевізор». Уйгури СНД майже винятково говорять і пишуть телевизор, тоді як сіньцзянські уйгури останнім часом нерідко користуються китаїзмом дйәнши від 电視 (дяньші).
Іншою ілюстрацією схожої синонімічності можуть виступати два альтернативні способи найменування днів тижня. Перший, історичний варіант — перські назви, де тиждень розпочинається з суботи («шәнбә», в іншій орфографії також «шәмбә»), а інші дні в дослівному перекладі мають значення відповідно «перший день», «другий день» і т. д. Інший, новий спосіб позначення днів тижня, який найчастіше зустрічається серед уйгурів Сіньцзяну — калька з китайського аналітичного порядку, тобто «понеділок» дослівно — «перший день тижня» (кит. 星期一), «вівторок» — «другий день тижня» (星期二) і так далі:
- дүшәнбә і hәптиниң биринчи күни «понеділок»
- сәйшәнбә і hәптиниң иккинчи күни «вівторок»
- чаршәнбә і hәптиниң үчинчи күни «середа»
- пәйшәнбә і hәптиниң төртинчи күни «четвер»
- җүмә і hәптиниң бәшинчи күни «п'ятниця»
- шәнбә і hәптиниң алтинчи күни «субота»
- йәкшәнбә і hәптиниң йәттинчи күни «неділя»

Деякі нечисленні запозичення в уйгурську прийшли з монгольської, санскриту та англійської мов.

## Писемність

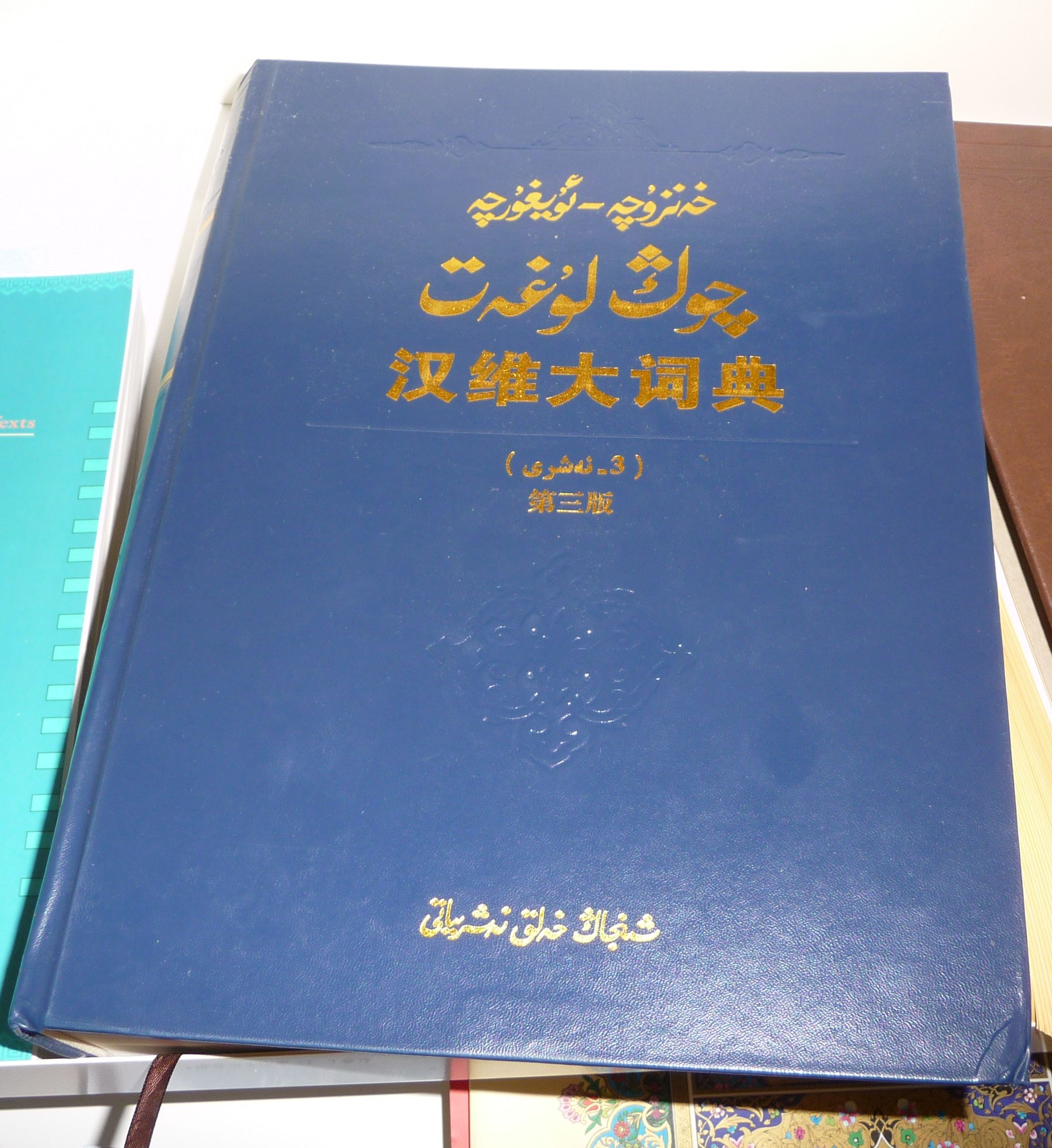
Сучасний китайсько-уйгурський словник

З початку ХІ сторіччя для запису уйгурської мови використовували арабський алфавіт, яким зокрема писалися літературні твори 17-19 століть. У Китаї арабське письмо для уйгурської мови застосовується і нині, попри те, що у період 1965—1982 років там також була поширена латиниця, т. зв. йеңи йезиқ — «нове письмо», розроблене на основі китайської транскрипційної системи піньїнь. Уйгури, що мешкали на території СРСР, 1930 року перейшли на латинку, а 1946 року — на кирилицю.
Таким чином, в наш час[коли?] для запису літературної уйгурської мови найчастіше використовуються дві графічні системи:
- сіньцзянська, або східнотуркестанська, у Китаї (писемність на основі арабської графіки, т. зв. әрәб йезиқи — «арабське письмо» чи кона йезиқи — «старе письмо»);
- центральноазійська у колишньому СРСР (т. зв. славиә йезиқи — «слов'янське письмо», чи славиәнчә — «слов'янською»).

Орфографія сучасної уйгурської мови, що ґрунтується на кирилиці, потребує реформи та зближення з правилами, чинними у правописі на основі арабської абетки, використовуваному у Сіньцзяні. Норми кириличної орфографії не змінювалися з початку 60-их років минулого сторіччя. Ця проблема не раз піднімалася у багатьох наукових статтях і на конференціях уйгурознавців, але єдиного рішення з вказаного питання ще не ухвалено.
У теперішній час для запису уйгурської використовується щонайменше два різновиди латинського алфавіту. Уйғур латин йезиқи — «уйгурське латинське письмо» (ULY), допоміжна абетка, розроблена у дидактичних цілях у Сіньцзянському університеті (остаточна прийнята у листопаді 2000 року). Цей алфавіт набуває все більшу популярність в інтернеті і західних періодичних виданнях. Та другий алфавіт — різні модифікації йеңи йезиқи, зокрема заснована на турецькій латинській абетці.
Характерною рисою сучасної уйгурської абетки на основі арабської графіки є регулярне передання голосних звуків (на відміну від старої уйгурської арабської абетки та багатьох інших різновидів сучасного арабського письма, де голосні при написанні або випускаються, або додатково передаються за допомогою методу матрес лекціоніс).
Особливістю сучасної уйгурської арабської орфографії також є послідовне відображення перед голосними на початку слова і між двома голосними двох різних складів у середині слова так званої гамзи ء, букви, яка передає фонемічне гортанне зімкнення [ʔ]. У розмовній мові таке зімкнення зустрічається лише перед початковим голосним слова для утворення стандартної тюркської складової пари (Приголосний-Голосний), а в середині слова твердий приступ часто замінюється нескладовим напівогубленим у. Наприклад, арабське запозичення муәллим «учитель» вимовляється як /муʷәллим/. У латиниці та кирилиці гортанне зімкнення на початку слова ніяким чином не відображається, а у середині слова в латиниці замість хамзи використовується знак апострофа ': mu'ellim «учитель». Хамза чи апостроф теж можуть виконувати функцію з розрізнення змісту слова, наприклад: сүр'әт «темп, швидкість» та сүрәт «малюнок, картина» (обидва слова — арабізми).
Уйгурський арабський алфавіт 1925—1930 (СРСР)
ﯪ ﯭ ب پ ت ج چ خ د ر ز ژ س ش غ ف ق ك گ ڭ ل م ن و ﯮ ﯰ ه ﰃ ى
Уйгурська латинізована абетка 1930—1946 (СРСР)
| A a | B в | C c | Ç ç | D d | E e | Ə ə | G g |
| Ƣ ƣ | H h | I i | J j | K k | L l | M m | N n |
| Ŋ ŋ | O o | Ө ө | P p | Q q | R r | S s | Ş ş |
| T t | U u | V v | X x | Y y | Z z | Ƶ ƶ | ’   |

Уйгурський кириличний алфавіт із 1947 (СРСР)
| А а | Б б | В в | Г г | Ғ ғ | Д д | Е е | Һ һ |
| Ә ә | Ж ж | Җ җ | З з | И и | Й й | К к | Қ қ |
| Л л | М м | Н н | Ң ң | О о | Ө ө | П п | Р р |
| С с | Т т | У у | Ү ү | Ф ф | Х х | Ц ц | Ч ч |
| Ш ш | Щ щ | Ъ ъ | Ы ы | Ь ь | Э э | Ю ю | Я я |

| Арабська (КНР, з 1982) | Латиниця (КНР, 1965-82) | Кирилиця (СРСР, СНД) | Латинська (СРСР, до 1946) | Сучасна латиниця (ULY) | IPA |    | Арабська (КНР, з 1982) | Латиниця (КНР, 1965-82) | Кирилиця (СРСР, СНД) | Латинська (СРСР, до 1946) | Сучасна латиниця (ULY) | IPA |
| ئا                     | A a                     | A a                  | A a                       | A a                    | /a/ | ق  | Ⱪ ⱪ                    | Қ қ                     | Q q                  | Q q                       | /q/                    |     |
| ئە                     | Ə ə                     | Ə ə                  | Ə ə                       | E e                    | /æ/ | ك  | K k                    | К к                     | K k                  | K k                       | /k/                    |     |
| ب                      | B b                     | Б б                  | B в                       | B b                    | /b/ | ڭ  | -ng                    | Ң ң                     | Ŋ ŋ                  | -ng                       | /ŋ/                    |     |
| پ                      | P p                     | П п                  | P p                       | P p                    | /p/ | گ  | G g                    | Г г                     | G g                  | G g                       | /ɡ/                    |     |
| ت                      | T t                     | Т т                  | T t                       | T t                    | /t/ | ل  | L l                    | Л л                     | L l                  | L l                       | /l/                    |     |
| ج                      | J j                     | Җ җ                  | Ç ç                       | J j                    | /ʤ/ | م  | M m                    | М м                     | M m                  | M m                       | /m/                    |     |
| چ                      | Q q                     | Ч ч                  | C c                       | Ch ch                  | /ʧ/ | ن  | N n                    | Н н                     | N n                  | N n                       | /n/                    |     |
| خ                      | H h                     | X x                  | X x                       | X x                    | /x/ | ھ  | Ⱨ ⱨ                    | Һ һ                     | H h                  | H h                       | /h/                    |     |
| د                      | D d                     | Д д                  | D d                       | D d                    | /d/ | ئو | O o                    | О о                     | О о                  | O o                       | /o/                    |     |
| ر                      | R r                     | Р р                  | R r                       | R r                    | /r/ | ئۇ | U u                    | У у                     | U u                  | U u                       | /u/                    |     |
| ز                      | Z z                     | З з                  | Z z                       | Z z                    | /z/ | ئۆ | Ɵ ɵ                    | Ө ө                     | Ɵ ɵ                  | Ö ö                       | /ø/                    |     |
| ژ                      | Ⱬ ⱬ                     | Ж ж                  | Ƶ ƶ                       | J j/Zh zh              | /ʒ/ | ئۈ | Ü ü                    | Ү ү                     | Y y                  | Ü ü                       | /y/                    |     |
| س                      | S s                     | С с                  | S s                       | S s                    | /s/ | ۋ  | V v                    | В в                     | V v                  | W w                       | /v/                    |     |
| ش                      | X x                     | Ш ш                  | Ş ş                       | Sh sh                  | /ʃ/ | ئې | E e                    | E e                     | E e                  | É é                       | /e/                    |     |
| غ                      | Ƣ ƣ                     | Ғ ғ                  | Ƣ ƣ                       | Gh gh                  | /ʁ/ | ئى | I i                    | И и                     | I i                  | I i                       | /i/,/ɨ/                |     |
| ف                      | F f                     | Ф ф                  | F f                       | F f                    | /f/ | ي  | Y y                    | Й й                     | J j                  | Y y                       | /j/                    |     |

Окрім того, уйгурський кириличний алфавіт має ще дві додаткові букви, які в інших двох системах (арабському письмі і латиниці) записуються двома знаками кожна:
| Кирилиця | Арабський алфавіт | Латиниця |
| -------- | ----------------- | -------- |
| Ю ю      | يۇ                | yu       |
| Я я      | يا                | ya       |